# Sultanat de Malva
Sultanat de Malva
إمامة القوقاز
Le sultanat de Malwa est un royaume de la fin du Moyen Âge, probablement d'origine turcique, situé dans la région de Malva, dans l'état actuel du Madhya Pradesh, en Inde, en 1392–1562. 

## Histoire

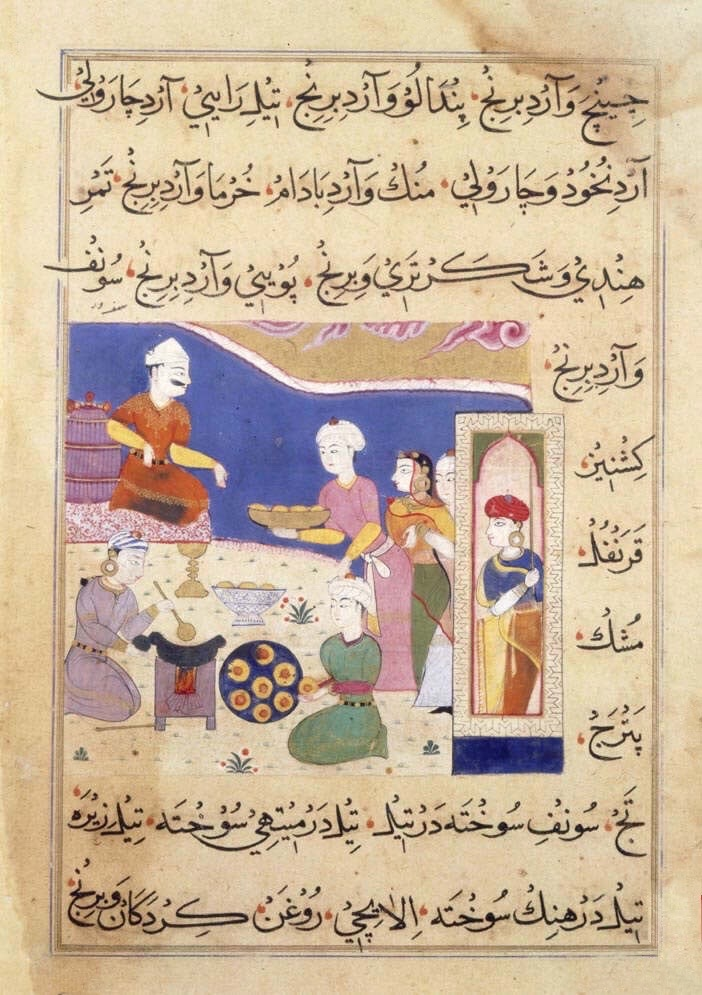
Préparation du vada pour Ghiyath al-Din, sultan de Malwa, à Mandu

Le sultanat de Malva a été fondé par Dilawar Khan Ghuri, gouverneur de Malva pour le sultanat de Delhi, qui a affirmé son indépendance en 1392, mais qui n’a assumé les drapeaux de la royauté qu’en 1401. Initialement, Dhar était la capitale du nouveau royaume, mais il fut bientôt transféré à Mandu, qui fut renommé Shadiabad (la ville de la joie). Après sa mort, son fils Alp Khan lui succéda et prit le titre de Hoshang Shah. La dynastie des Ghorides, fondée par Dilawar Khan Ghuri, a été remplacée par Mahmud Shah Ier, qui s'est proclamé roi le 16 mai 1436. La dynastie des Khalji, fondée par lui, régna sur Malva jusqu'en 1531. Mahmud Khalji I a été remplacé par son fils aîné, Ghiyas-ud-Din . Les derniers jours de Ghiyas-ud-Din ont été aigris par une lutte pour le trône entre ses deux fils. Nasir-ud-Din est sorti victorieux de Ala-ud-Din et est monté sur le trône le 22 octobre 1500. Le dernier souverain Mahmud Shah II rendu au Bahadur Shah, le sultan du Gujarat après que le fort de Mandu soit tombé à Bahadur le 25 mai 1531 
En 1531-1537, le royaume était sous le contrôle de Bahadur Shah, bien que le padichah moghol (empereur) Humayun l'ait capturé pendant une courte période en 1535-1536. En 1537, Qadir Shah, un ancien officier des précédents souverains de la dynastie Khalji, reprit le contrôle d'une partie de l'ancien royaume. Mais en 1542, Sher Shah Suri conquit le royaume, le vainquant et nommant Shuja'at Khan gouverneur. Son fils, Baz Bahadur, s'est déclaré indépendant en 1555. 
En 1561, l'armée moghole d'Akbar le Grand, dirigée par Adham Khan et Pir Muhammad Khan, attaque Malva et défait Baz Bahadur lors de la bataille de Sarangpur le 29 mars 1561, aboutissant à la conquête de Malva par l'empire Moghol . Akbar a rapidement rappelé Adham Khan et cédé le commandement à Pir Muhammad. Pir Muhammad a attaqué Khandesh et s'est rendu à Burhanpur, mais il a été vaincu par une coalition de trois puissances: Miran Mubarak Shah II de Khandesh, Tufal Khan du Sultanat de Berar et Baz Bahadur. Pir Muhammad est mort en se retirant. L'armée confédérée a poursuivi les Moghols et les a chassés de Malva. Baz Bahadur a regagné son royaume pour une courte période. En 1562, Akbar envoya une autre armée, dirigée par Abdullah Khan, un Uzbeg, qui finit par vaincre Baz Bahadur. Il s'est enfui à Chittor. Il est devenu la Malva Subah (province de haut niveau) de l'empire moghol, avec siège à Ujjain et Abdullah Khan en est devenu le premier gouverneur. 

## Art et architecture

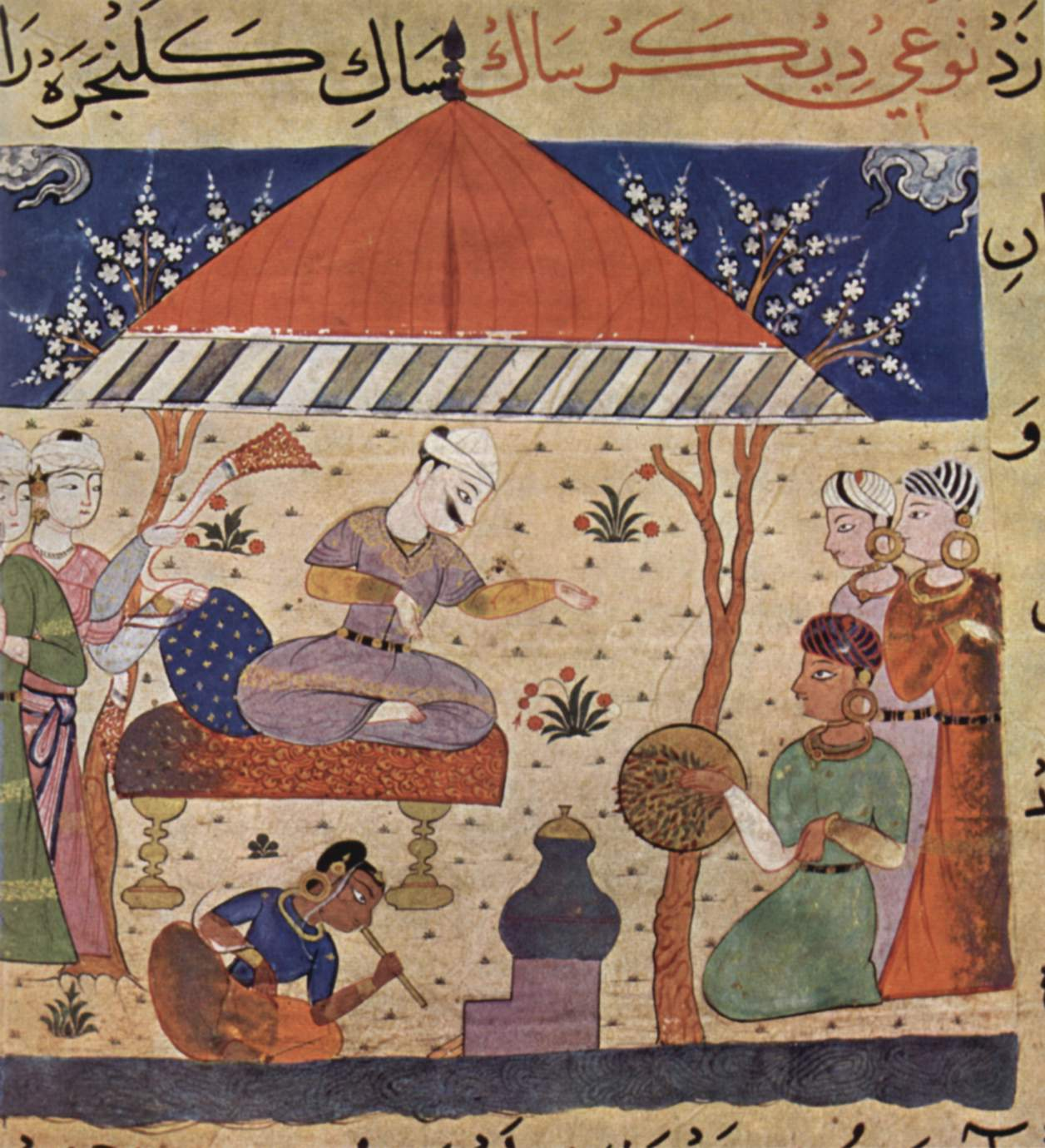
Illustration du manuscrit du Nimat Nama achevé sous le règne de Nasir-ud-Din Shah

### Peinture
De nombreux manuscrits illustrés remarquables ont été préparés pendant la période du sultanat. Un manuscrit illustré de Kalpa Sutra (1439) (actuellement au Musée national de Delhi) a été préparé à Mandu pendant le règne de Mahmud Shah I . Mais le plus intéressant est un manuscrit du Nimat Nama, un traité sur l'art de cuisine, qui porte de nombreux portraits de Ghiyas-ud-Din Shah mais le colophon porte le nom de Nasir-ud-Din Shah. Les autres manuscrits illustrés notables de cette période sont le Miftah-ul-Fuzala, un dictionnaire de mots rares, le Bustan (1502) peint par Haji Mahmud et le Aja'ib-us-San'ati (1508). Un autre manuscrit d' Anwar-i-Suhaili (qui se trouve actuellement au Musée national de Delhi) appartient probablement également à cette période. 

### Architecture malwa

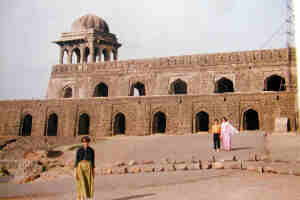
Pavillon Rani Rupmati à Mandu, capitale du sultanat de Malva

Les monuments construits pendant la période du sultanat sont presque concentrés dans la ville de Mandu. Les premiers monuments ont été assemblés à partir des matériaux des anciens temples hindous, conformément au plan et à la convention islamiques. Mais rien ne semble avoir été fait pour dissimuler ou modifier leur aspect hindou essentiel. Les plus importants d'entre eux sont le masjid Kamal Maula (environ 1400), le masjid Lal (1405), le masjid de Dilawar Khan (environ 1405) et le masjid de Malik Mughis (1452) à Mandu. 

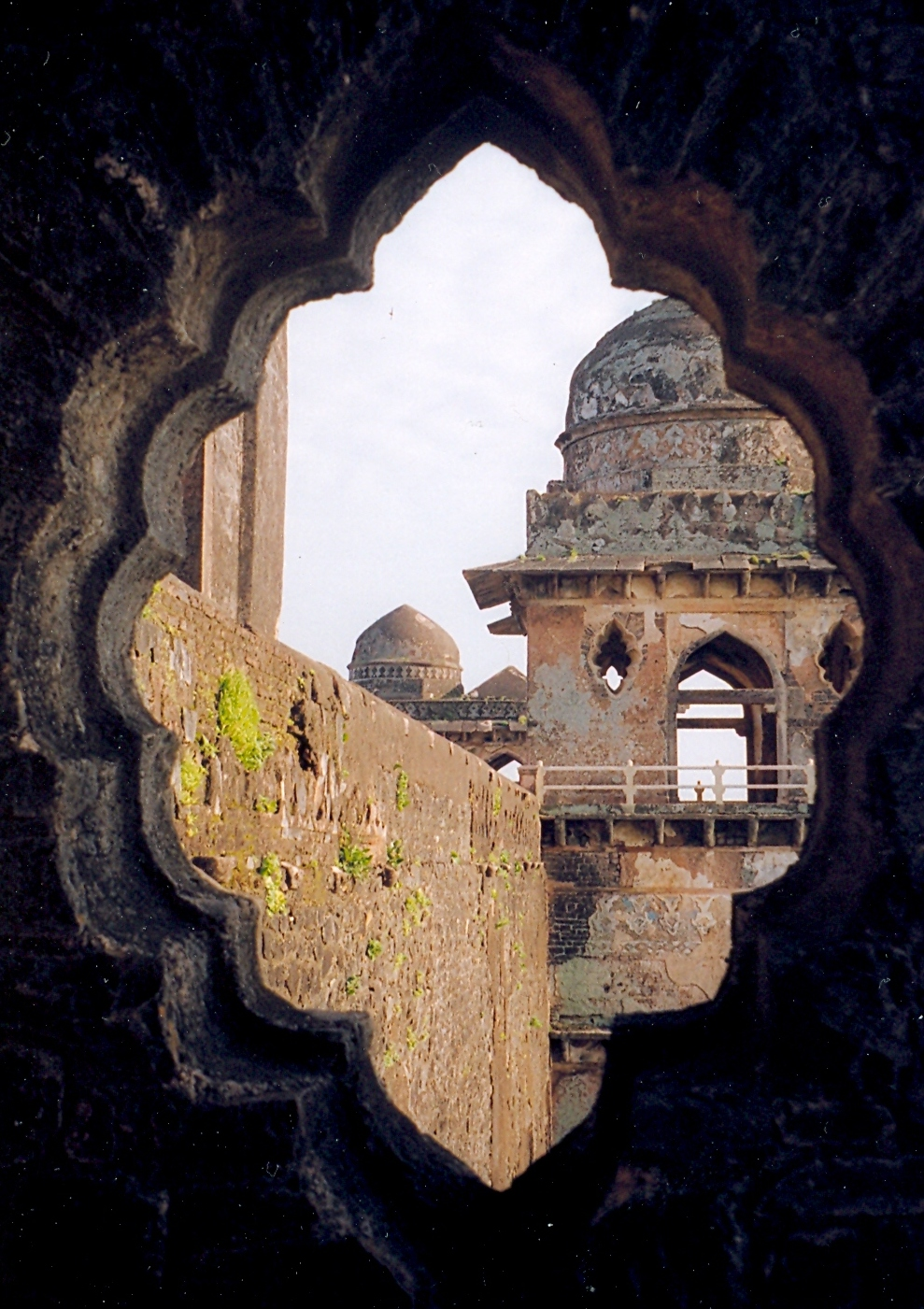
le Jahaz Mahal

Hoshang Shah a jeté les bases du fort Mandu sur les ruines de la fortification originale. Avec lui a commencé la deuxième et la phase classique de l’architecture de Malva. Certaines des dix portes du mur de la forteresse de Mandu ont été construites par les sultans Malva, la plus ancienne étant celle de Delhi Darwaza (porte nord). À l’intérieur des murs de la forteresse, à l’heure actuelle, une quarantaine seulement de structures subsistent à différents stades de conservation. Le plus grand et le plus impressionnant d'entre eux est Jami Masjid, qui selon une inscription aurait été commencée par Hoshang Shah et complétée par Mahmud Shah I en 1454. La remarquable salle Durbar, connue sous le nom de Hindola Mahal, est également attribuée à Hoshang Shah. En face de Jami Masjid, le grand complexe structural connu sous le nom de Ashrafi Mahal comprend un groupe de bâtiments successivement construits au cours d’une période assez longue. Son noyau d'origine semble être un bâtiment de la madrasa érigé en adjonction à la mosquée Jami Masjid, probablement sous le règne de Hoshang Shah. Selon Ferichta, la tombe de Hoshang Shah a été construit par Shah Mahmud I. Les mausolées plus tard, comme la tombe de Darya Khan, le Dai ka Mahal et le Chhappan Mahal ont été construits sur la même conception. Un long complexe structural situé entre deux lacs a un nom curieux, le Jahaz Mahal (palais des navires). Bien que la date de ce monument ne soit pas clairement connue, son style général est en accord avec le personnage de Ghiyas-ud-Din Khalji. Un bâtiment isolé sur le flanc d'une colline à côté de Riwa Kund est connu par la population locale comme étant le palais de Baz Bahadur. Selon une inscription, ce monument aurait été construit par Nasir-ud-Din Shah. Le pavillon Rani Rupmati se situe à la limite sud du plateau et, comme le montrent sa situation et sa forme, a probablement été conçu à des fins militaires. 

## Dirigeants

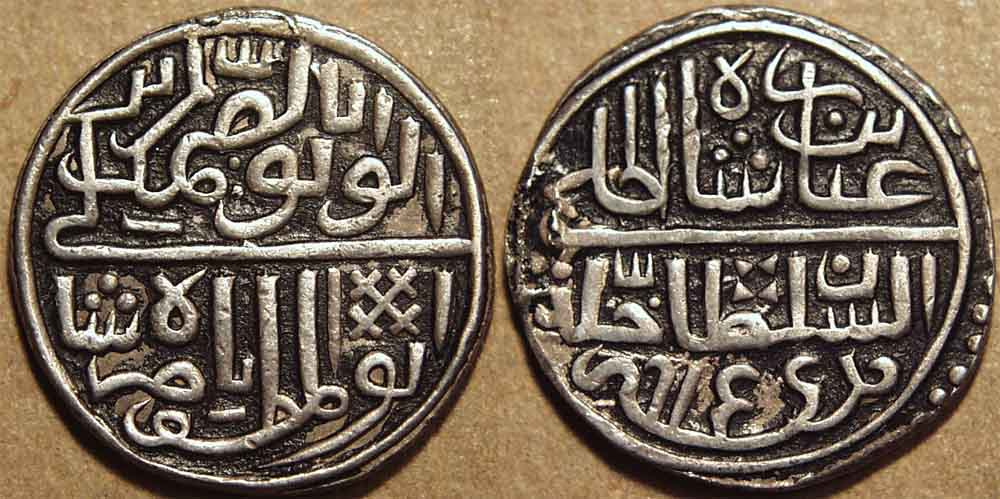
Demi tanka en argent de Nasir Shah daté du (AH) 915 (= 1509-1510 CE)
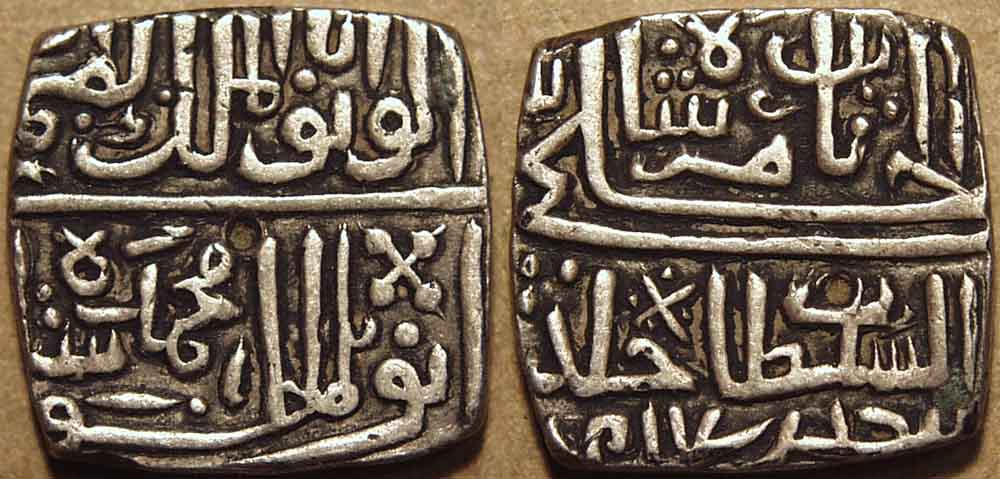
Demi tanka en argent de Muhammad Shah II daté du (AH) 917 (= 1511-1512 CE)
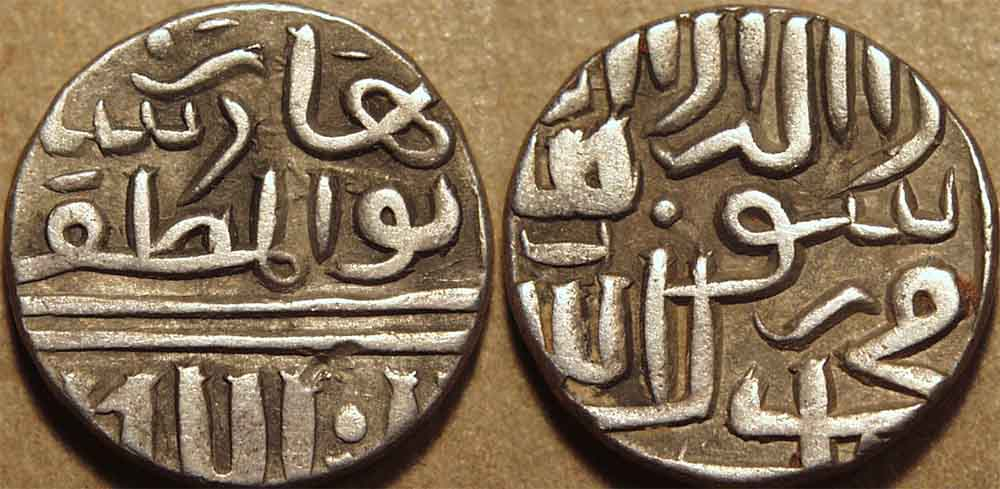
Tanka en argent de Baz Bahadur

### Dynastie des Ghuri (1401-1436)
1. Dilawar Khan 1401–1406
2. Husam-ud-Din Hoshang Shah 1406–1432
3. Taj-ud-Din Muhammad Shah I 1432-1436

### Dynastie des Khalji (1436-1531)
1. Ala-ud-Din Mahmud Shah I 1436–1469
2. Ghiyas-ud-Din Shah 1469-1500
3. Shah Nasir-ud-Din 1500-1510
4. Shihab-ud-Din Mahmoud Shah II de 1510 à 1531

### Interregnum
1. Bahadur Shah (le sultan du Gujarat) 1531-1537
2. Humayun (empereur moghol) 1535-1540

### Derniers dirigeants
1. Qadir Shah 1540-1542
2. Shuja'at Khan (le gouverneur de Sher Shah Suri) 1542-1555
3. Baz Bahadur 1555–1561